# Fugazza con queso
La fugazza con queso es una variedad de pizza argentina, originada en Buenos Aires, que consiste en una base de masa de pizza argentina (media masa) sin salsa de tomate, sobre la que se coloca queso y cebolla, y habitualmente también aceitunas. Deriva de una combinación de la pizza napolitana (pan, salsa de tomate y queso), con la focaccia (pana aderezado con hierbas), llamada en Génova fügassa. Se distingue de la variedad conocida como «fugazzetta» o «fugazzetta rellena», debido al hecho de que se realiza con una sola capa de masa utilizada como base, a diferencia de esta última que utiliza dos, entre las cuales se coloca el queso.
Fue inventada por el pizzero argentino, hijo de genovés, Juan Banchero, en el barrio de La Boca, en algún momento entre 1893 y 1932, cuando se inauguró la pizzería Banchero.
No hay uniformidad sobre las denominaciones. La pizzería Banchero utiliza la denominación «fugazza con queso», y la patente registrada por su fundador indica que «es una capa de masa de pizza, queso cuartirolo en el medio, otra capa de masa y cebolla arriba». Algunos especialistas y pizzerías consideran que «fugazza con queso» y «fugazzetta» son sinónimos, y denominan «fugazzetta rellena» a la que se confecciona con dos capas de masa. Otros consideran que «fugazzetta» y «fugazetta rellena» son sinónimos. En algunos casos se distingue una tercera variedad denominada «pizza de cebolla», que agrega una base de tomate al único disco de base.

## Historia
Fue inventada por el pizzero argentino, hijo de genovés, Juan Banchero, en el barrio de La Boca, en algún momento entre 1893 y 1932, cuando se inauguró la pizzería Banchero.
La pizza llega a la Argentina en la segunda mitad del siglo XIX con la ola de inmigración que convirtió a las etnias italianas en mayoritarias dentro de la población argentina. Su punto de aparición fue el barrio de La Boca, en Buenos Aires, de abrumadora mayoría genovesa. Allí se instaló la familia Banchero, que quedará asociada al origen de la pizza argentina.
En 1893 el genovés Agustín Banchero, se radicó en La Boca y abrió una panadería llamada "Riachuelo" (Olavarría entre Carlos F. Melo e Irala), que atendería con su hijo Juan. Allí no solo vendieron pizzas, sino que Juan Banchero inventó la fugazza con queso y la fugazzetta, una combinación original de pizza y focaccia (fugassa en genovés), hecha de pan y cebolla. En 1932 Juan Banchero y sus hijos abrieron la pizzería Banchero en La Boca (Brown y Suárez), que se convertiría en una de las principales cadenas de Buenos Aires. En 1934 Juan Banchero fue nombrado “Emperador de la Fugaza con Queso” por la República de La Boca, célebre asociación cultural del barrio integrada por destacados artistas.

## Características
La fugazza con queso se cocina con los siguientes ingredientes:
- masa de pizza argentina o media masa, caracterizada por un mayor grosor que la tradicional pizza napolitana, su consistencia esponjosa, mayor cantidad de agua y doble leudado.[11]
- cuartirolo o mozzarella de vaca
- cebolla roja
- cebolla dulce
- orégano
- queso parmesano
- aceite de oliva

## Variantes
En Uruguay, se consume figazza en vez de fugazza y se diferencia principalmente en no llevar queso, ni ningún relleno en el medio, además del corte típico de la pizza a la pala uruguaya, otra diferencia, es el agregado opcional de morrones y aceitunas. Una variante de figazza no tan común y más similar a la fugazza es la figazza con muzzarella, sin embargo la muzzarella se agrega con el mismo orden que la pizza y al revés que la fugazza, o sea sobre la cebolla. Las variantes fonólogicas y confusiones en ambos países se dan debido a la interpretación del sonido de la ü del genovés, inexistente en el español, como e y como u.
En Paraguay, se llama fugazza a una tarta similar a la que en otros países se conoce como torta napolitana (salada) y lleva jamón, queso, tomate, huevo duro y aceitunas.